# チェ・ジニ
チェ・ジニ（최진희、崔辰煕、1957年1月3日 - ）は、大韓民国全羅北道裡里市（現：益山市）出身の歌手。チェ・ジンヒとも表記される。

## 来歴
高校3年生の時の友人と上京してオアシスレコード社オーディションに合格し、女性6人組バンド「群れたち（양떼들）」を結成して活動した。ナイトクラブなどで活動していた際に、音楽家のキム・ヒガプの目に留り、1983年にハヌルタリ（한울타리）の一員として、KBSドラマ「青春行進曲」の主題歌「君は私の人生（그대는 나의 인생）」でデビュー。同楽曲は1984年のラジオでの放送回数1位を記録しヒットした。
1984年にアルバム「愛の迷路（사랑의 미로）/水しぶき（물보라）」でソロデビュー。タイトル曲の「愛の迷路（사랑의 미로）」は、KBS歌謡トップ10で番組初の41週連続20位以内を記録するとともに、5週連続1位を獲得（ゴールデンカップ）した。また、同楽曲は北朝鮮の金正日総書記の愛唱歌としても知られている。その他にも収録曲の「水しぶき（물보라）」は、MBCドラマ「水しぶき」の主題歌に採用されヒットし、百想芸術大賞のTV部門主題歌賞を受賞した。
1986年には、ソロ2枚のアルバムのタイトル曲「カフェで（카페에서）」をヒットさせる。同楽曲は、ロッテ七星飲料のCMソングにも採用され、SMエンタテインメントの創設者であるイ・スマンとともに自身も出演した。また、「風に吹かれて雨に濡れても（바람에 흔들리고 비에 젖어도）」でMBCソウル国際歌謡祭の金賞を受賞する。
1987年には、「私たちはとても簡単に別れました（우린 너무 쉽게 헤어졌어요）」が収録されたアルバムが50万枚以上売れ、ニュージーランドの「ABU歌謡祭」で金賞を受賞した。
2018年には、北朝鮮の平壌公演で自身のヒット曲である「愛の迷路（사랑의 미로）」とともに、北朝鮮側からの要請で兄弟デュオ ヒョニとドギの楽曲である「遅すぎる後悔（뒤늦은 후회）」（1985年）を歌唱する